# Хоффман, Джон Роберт
Джон Роберт Хоффман (англ. John Robert Hoffman) — американский актёр, сценарист, режиссер и продюсер. Он написал сценарий и сыграл одну из главных ролей в диснеевском фильме «Северное сияние» (1997), написал ряд сценариев, по которым не были сняты фильмы (в частности, «Королева Бесс», «Индианаполис», «В опасности», «Царица иудеев»).
В большом кино Хоффман дебютировал как сценарист и режиссер в 2003 году, сняв комедию «Хороший мальчик». Этот фильм собрал 45 миллионов долларов при бюджете в 18 миллионов. Хоффман был номинирован на Прайм-таймовую премию «Эмми» в составе команды сценаристов в 2009 году. Он участвовал как сценарист и продюсер в работе над сериалами «В поиске» (HBO, 2014—2015), «Грейс и Фрэнки» (Netflix, 2016). В 2021 году Хоффман совместно со Стивом Мартином снял для Hulu шоу «Убийства в одном здании».